# Jorge Meré
Jorge Meré (Oviedo, 17 de abril de 1997) é um futebolista profissional espanhol que atua como zagueiro.

## Carreira
Jorge Meré começou a carreira no Sporting Gijón.

## Títulos

### Prêmios individuais
- 55º melhor jogador sub-21 de 2016 (FourFourTwo)[2]